# A Political Feud
A Political Feud est un film muet américain réalisé par Thomas H. Ince et Richard Stanton, sorti en 1914.

## Synopsis
Inconnu.

## Fiche technique
- Réalisation : Thomas H. Ince, Richard Stanton
- Scénario : Thomas H. Ince, Richard V. Spencer
- Date de sortie : États-Unis : 17 décembre 1914

## Distribution
- Richard Stanton : Tom Walton
- Arthur Maude : Dick Kent
- Gertrude Claire : Mrs Walton
- Gladys Brockwell : Helen Kent